# 縣南衛生
縣南衛生株式会社（けんなんえいせい）は、かつて埼玉県に存在した産業廃棄物処理業者である。産業廃棄物の処分や廃棄物固形燃料 (RDF) の製造等を行っていた。八戸市の三栄化学工業と共謀して青森県・岩手県境で大規模な不法投棄を行っていた事件が1999年に発覚。社長が逮捕され、2000年に破産した。

## 不法投棄事件
青森県八戸市の産業廃棄物処理業者である三栄化学工業と共謀し、青森県三戸郡田子町と岩手県二戸市の県境に125万トンもの産業廃棄物を不法投棄していた事実が1999年に発覚。国内最大規模の不法投棄事件と言われ、不法投棄された産業廃棄物は大半が首都圏（特に東京都・埼玉県）から運び込まれたもので、縣南衛生が処理委託を受けた首都圏の産業廃棄物とみられる。
青森県と岩手県が協働して2004年（平成16年）から廃棄物の撤去を開始し、2013年（平成25年）12月に廃棄物等の全量撤去を完了した。その後も汚染された地下水の浄化作業などを2022年度（令和4年度）まで実施する。青森県は原状回復にかかる経費を約480億円と見込んでいる。

## 沿革
- 1976年 - 縣南衛生株式会社を設立。
- 1989年 - 東部クリーンセンター操業開始。
- 1992年頃 - 三栄化学工業へ産業廃棄物処理の委託を開始[4]。
- 1999年夏 - 縣南衛生が処理委託を受けた首都圏の産業廃棄物を、青森県三戸郡田子町の三栄化学工業特殊肥料生産事業場に不法投棄していた事件が発覚[2]。
- 1999年11月 - 警察の強制捜査を受ける[2]。
- 2000年5月 - 岩手県警が廃棄物処理法違反で縣南衛生社長・三栄化学工業会長を逮捕、その後起訴。
- 2000年9月 - 浦和地方裁判所（現：さいたま地方裁判所）に自己破産申請。
- 2001年5月 - 盛岡地方裁判所が縣南衛生・三栄化学工業の2法人に対し罰金2,000万円、縣南衛生社長に対し懲役2年6か月（執行猶予4年）、罰金1,000万円の判決を下す[2]。廃棄物処理法違反の罰金刑としては最高額となる判決とされた[2]（三栄化学工業会長は自殺により公訴棄却）。

## 事業所
- 本社（東部クリーンセンター）:埼玉県北葛飾郡栗橋町大字小右衛門187（現：久喜市小右衛門）

茨城県猿島郡五霞町との県境にあたる権現堂川に面した、国道4号（日光街道）と県道268号の交点付近の工業地帯に立地していた。
不法投棄事件による経営破綻後、長い間大量の廃棄物を野積みしたまま廃墟と化していたが、現在は解体され、跡地はラウンドワンスタジアムさいたま・栗橋店となっている。